# プチストック
プチストック (Petit Stock) は、パチスロ機における短縮版のサイレントストック機能のこと。

## 演出のためのストック
ある一定の条件下のみ、「（高確率で揃わない）リプレイタイム」を発動させ、当選したボーナスを揃えさせない機能であり、概ね数ゲームから30ゲーム程度継続する。
効果としては「演出における期待感の増加」が挙げられる。また、ボーナスも通常抽選を行っているため、仮に当選した場合、オマケ的なプレミアムとして放出される。いずれにせよ、これによる出玉への影響は少ない。例としては、『タイムパーク』（山佐）などがあり、ボーナス当選直後に一定の確率で突入する。

## 救済のためのストック
ボーナスフラグが成立しているにもかかわらず、ボーナスが揃えられない場合の出玉救済のために搭載されている。仮にストック機能がない場合、揃えられないままゲームを消化するとその間ボーナスの抽選が全く行われないため、コインを損することになるが、ストック機能があるとボーナスを揃えるまでの間にもボーナスの抽選を行い、当選するとストックされてボーナスゲーム終了後に即放出されるため、コインの損失がない。
このタイプの機種の例としては、『スーパーシオ30』（パイオニア）などがある。